# Pescotarisme

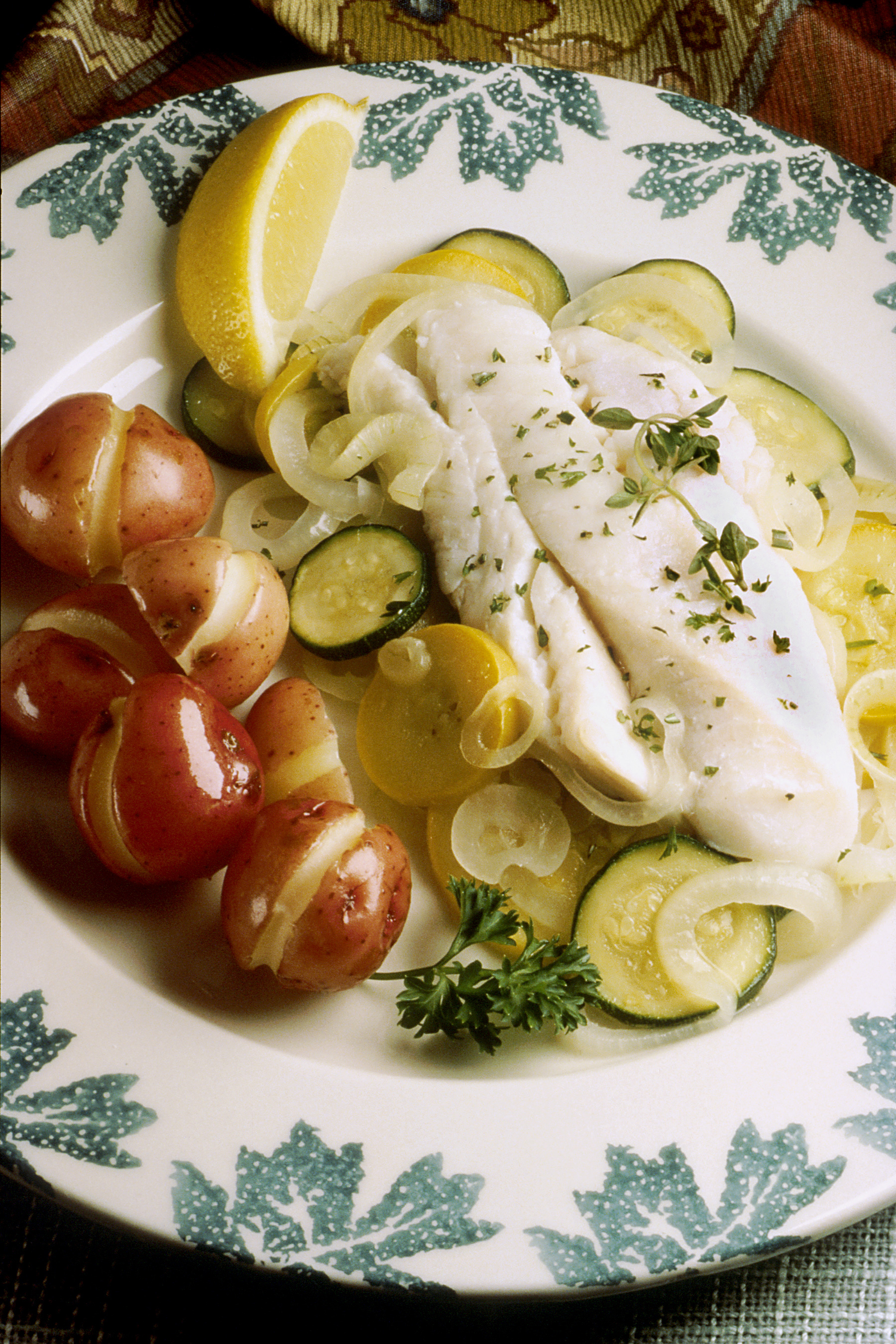
Iemand die geen zoogdieren en vogels eet maar wel vis of andere zeedieren is een pescotariër.

Pescotarisme of pescetarisme is de voedingswijze waarbij iemand ervoor kiest geen zoogdieren en vogels te eten, maar wel vis of andere zeedieren. Andere dierproducten zoals eieren en zuivelproducten worden meestal ook wel gebruikt. De Britse Vegetarian Society erkent pescotariërs niet als vegetariërs, ook de Nederlandse Vegetariërsbond definieert het eten van vis als niet-vegetarisch. Wel worden pescotariërs gerekend tot de semi-vegetariërs. Het pescotarische dieet wordt meestal gekozen uit gezondheidsoverwegingen en is ook sterk gerelateerd aan het mediterrane dieet.

## Definitie en etymologie
Het woord "pesco-vegetariër" (pesco-vegetarian), wordt wel gebruikt als andere naam voor een pescotariër. Daarom wordt vaak gedacht dat een pescotariër tevens een vegetariër is. Het voorvoegsel "pesco" of "pesce" wordt echter gebruikt, om aan te geven dat iemand wel vis eet, dus als uitzondering op zijn verder vegetarische dieet. Net zoals er een groep is die eieren en zuivelproducten tot zich neemt (in tegenstelling tot veganisten), dit worden dan ovo- (ei) of lactovegetariërs (melk) genoemd.
Het woord komt van pisces, Latijn voor "vis", maar de e in de stam wijst erop dat het woord wellicht via andere Romaanse talen in het huidige taalgebruik is geraakt, zoals Spaans (pescado) of Italiaans (pesce). De term "pescotariër" zou voor het eerst zijn gebruikt in 1993.

## Redenen
Hoewel net zoals bij vegetarisme zowel dierenwelzijn als milieu een rol speelt, wordt de gezondheid als voornaamste motief gegeven. Vaak eet men ook veel liever vis dan rood vlees of gevogelte, smaak kan dus ook een belangrijke factor zijn.

### Gezondheid
Vis wordt door de vele omega 3-vetzuren over het algemeen als gezonder dan vlees gezien en om die reden kiezen mensen ervoor om pescotariër te worden.
Verder is de stap naar een vegetarisch of veganistisch dieet kleiner door enkel het rood vlees en gevogelte weg te laten uit het dieet en is dit voor sommigen dan ook de tussenstap.
Een meta-analyse van 5 studies uit 1999 heeft aangetoond dat de mortaliteit in de westerse landen vergeleken met de gemiddelde vleeseter 34% lager ligt bij pescotariërs, 34% lager bij vegetariërs, 26% lager bij veganisten en 20% lager bij de occasionele vleeseters.
In 2015 is een analyse gepubliceerd van een studie bij 80.000 volwassenen. Het bleek dat een vegetarische voeding was geassocieerd met een lager voorkomen van colorectale kanker, vooral bij pescovegetariers.

### Milieu en dierenwelzijn
Andere mensen redeneren dan weer dat vissen minder hebben afgezien dan zoogdieren of pluimvee en de visvangst minder milieu-impact heeft, hoewel dit volgens nog anderen voor discussie vatbaar is.

## Pescotarisme wereldwijd
In Europa staat de Mediterrane keuken het dichtst bij pescotarisme. Ook in bepaalde delen van Noord-Europa, Azië en de Caraïben eet men bijzonder veel vis, schaal- en schelpdieren en veel minder rood vlees en gevogelte.